# Carl Sylvius Völkner

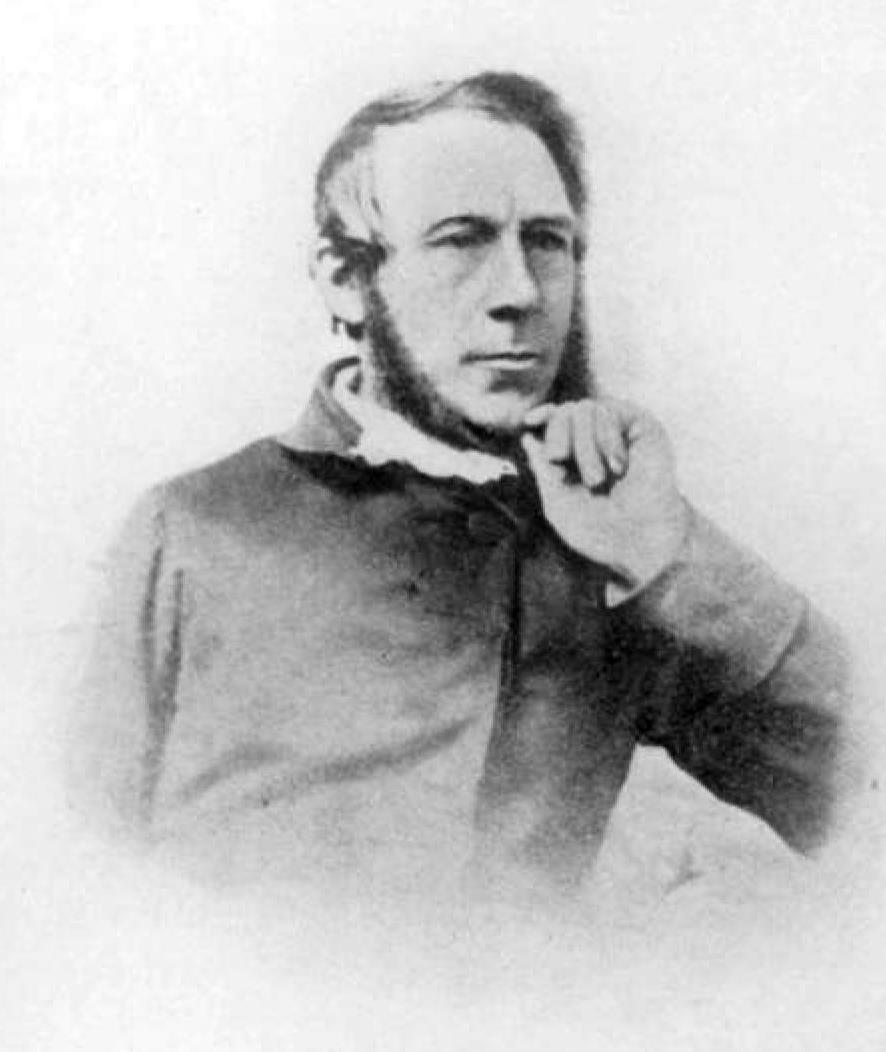
Carl Sylvius Völkner

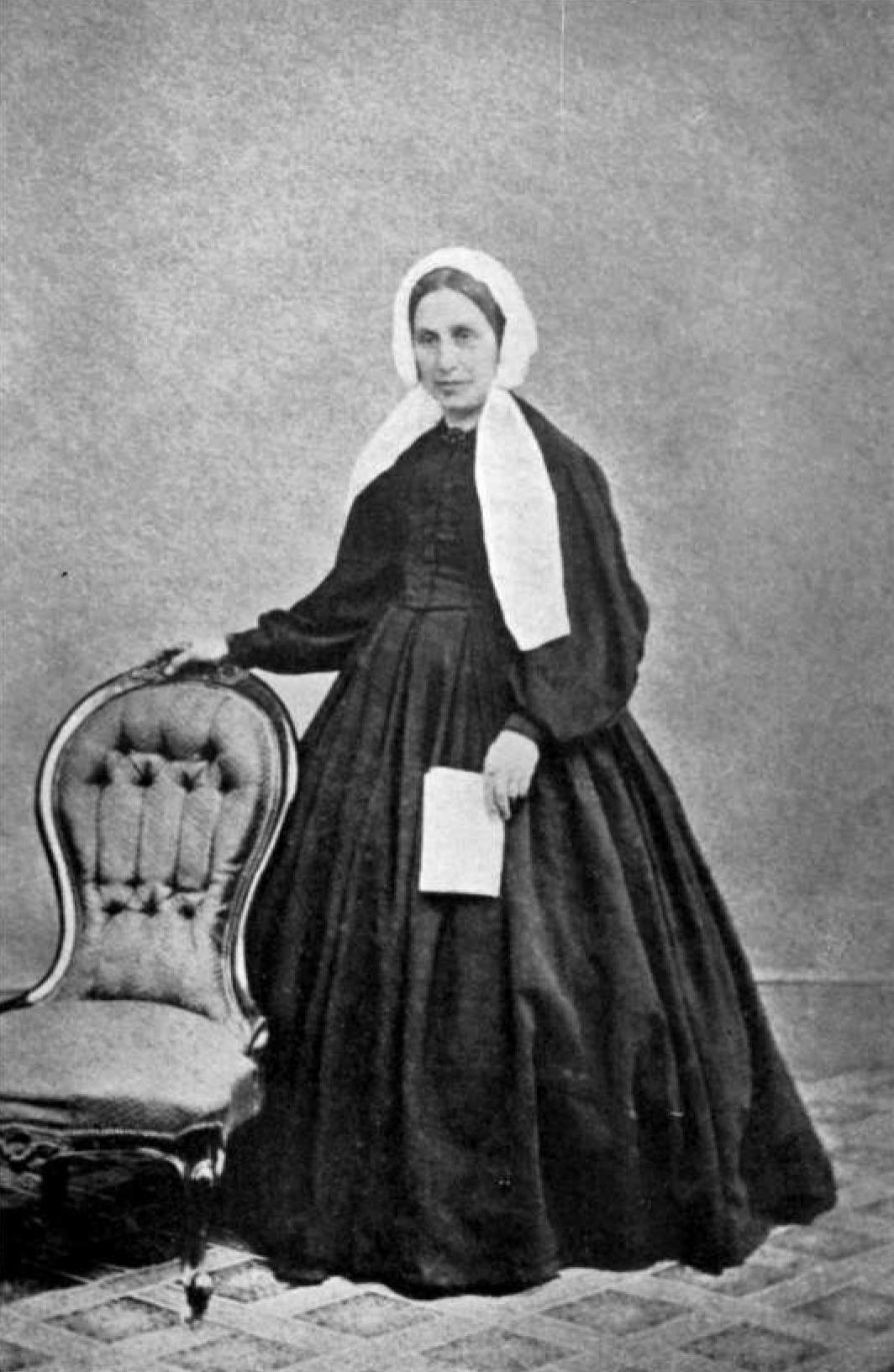
Emma Völkner, seine Frau

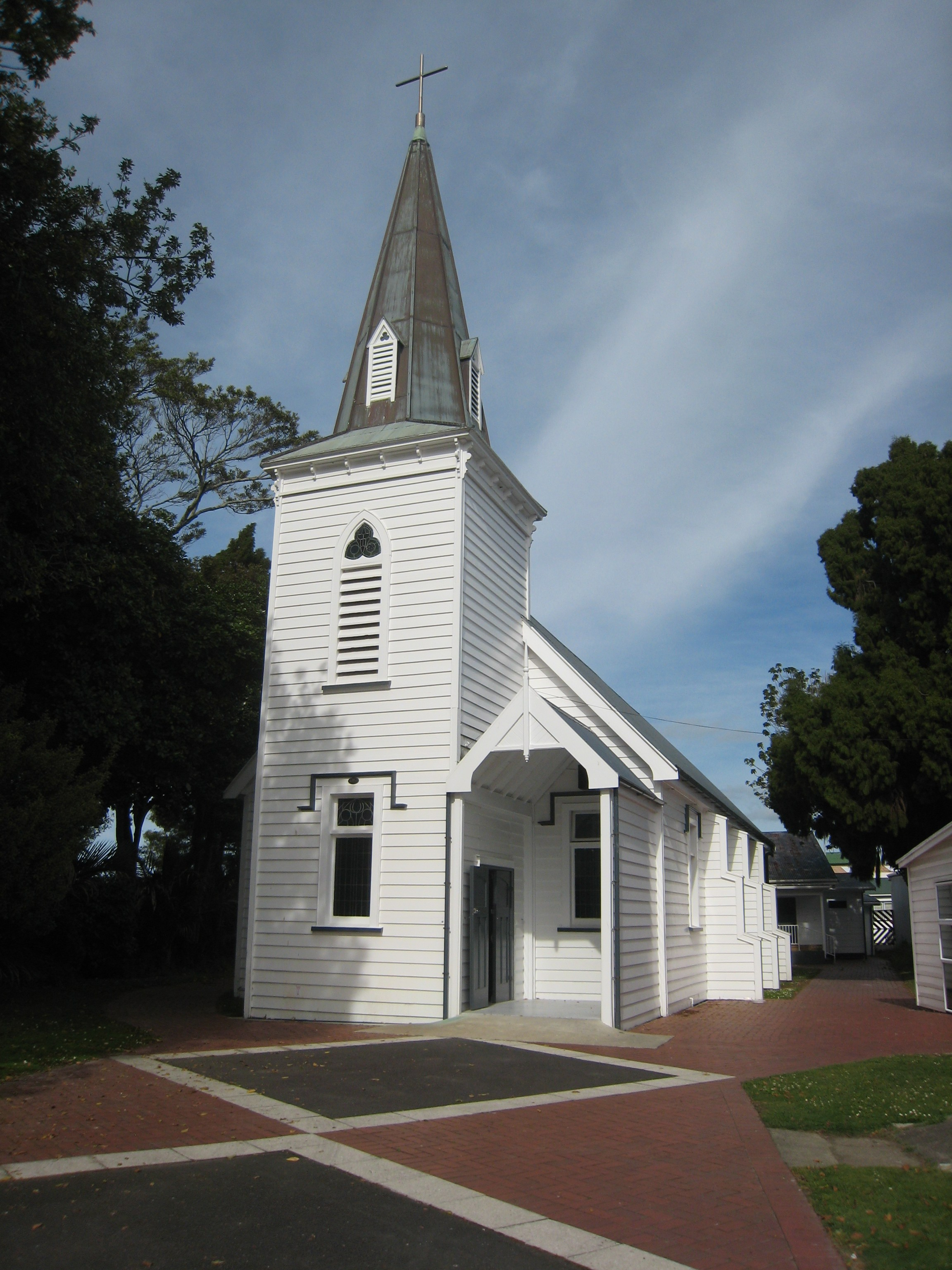
Kirche St Stephen the Martyr, Opotiki

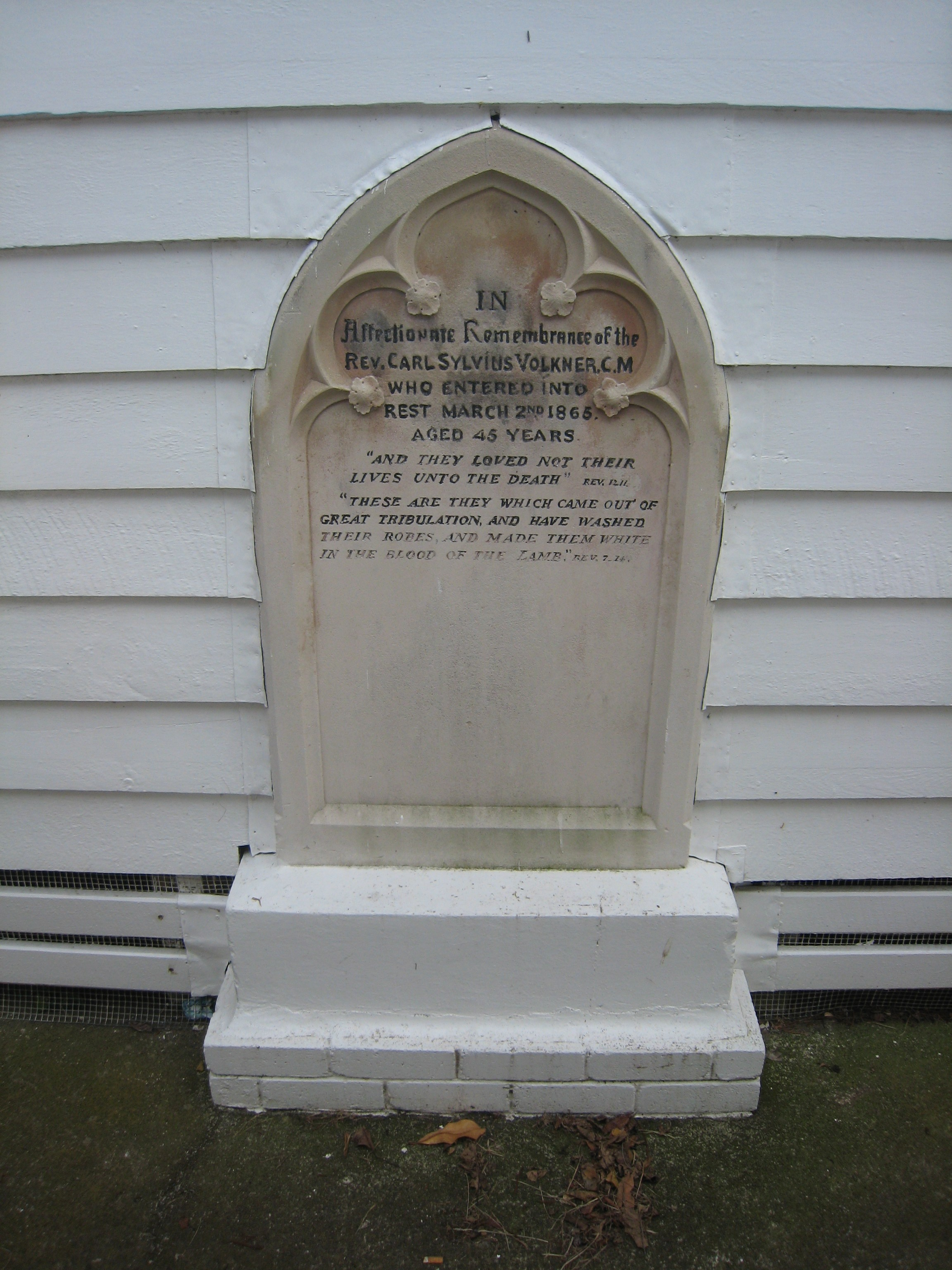
Völkners Grabstein an der Kirchenwand in Opotiki

Carl Sylvius Völkner (* 1819 (?) in Kassel; † 2. März 1865 in Opotiki) war ein protestantischer Missionar deutscher Abstammung in Neuseeland.
Völkner wurde in Kassel, möglicherweise 1819, geboren. Er war einer der Missionare, die von der Norddeutschen Mission nach Neuseeland geschickt wurden. Er kam im August 1849 in Neuseeland an. 1852 bot er der Church Missionary Society (CMS) seine Dienste an.
Er heiratete Emma Lanfear, die Schwester eines Missionars der CMS. Völkner wurde 1861 zum Priester geweiht und übernahm im gleichen Jahr die Leitung der Missionsstation der CMS in Opotiki. Hier arbeitete unter den Māori vom Iwi Te Whakatohea, die eine Kirche und eine Schule für ihn bauten. 1864 und erneut im Januar 1865 ging er nach Auckland.
Er wurde von einigen Te Whakatohea gewarnt, nach Opotiki zurückzukehren, da die Dorfbewohner zur Pai-Marire-Religion konvertiert seien. Er ignorierte die Warnung und kehrte zusammen mit dem Missionar Thomas Grace am 1. März 1865 zurück. Beide wurden gefangen genommen und Völkner wurde von seiner eigenen Whakatohea-Kongregation gehängt. Danach wurde er heruntergenommen und enthauptet.
Kereopa Te Rau, ein „Prophet“ des Pai Marire, betrat mit Völkners Kopf die Kirche von Opotiki und feierte mit dem Kopf auf der Kanzel einen „Gottesdienst“, dabei riss er die Augen des Toten aus und verschluckte sie mit den Worten, eines der Augen sei das Parlament, das andere die Königin und das britische Recht.
Die neuseeländische Kolonialregierung führte daraufhin eine Militäraktion durch, bei der die Ta Whakatohea schließlich kapitulierten, 20 der beteiligten Häuptlinge wurden gefangen genommen und fünf davon später hingerichtet. Dieser Vorfall wurde als Völkner Incident bekannt.
Die anglikanische Kirche in Opotiki ist nach Völkner als „St Stephen the Martyr“ benannt, ebenso die Te Paepae o Aotea, auch bekannt als „Volkner Rocks“.